# Мамре

Місцевість Мамре на Мадабській карті

Мамре (івр. מַמְרֵא; грец. Μαμβρη; також Мамвре, Мамврія) — назва долини і діброви біля Хеврона, де тривалий час жив Авраам і де він помер; тут жили також Ісаак та Яків. Близько діброви Мамре Авраамові з'явився Господь у вигляді трьох мандрівників (Книга Буття 18:1). Іноді Хеврон також називався Мамре (Книга Буття 23:19).
Етимологія незрозуміла: згідно з однією з версій Мамре — ім'я власника діброви.
У візантійські часи за велінням імператора Костянтина тут була споруджена церква, про що повідомляє Євсевій Кесарійський.